# Массовое убийство в Иле-Алатауском национальном парке
Массовое убийство в Иле-Алатауском национальном парке — убийство 12 человек 13-14 августа 2012 года на территории Или-Алатауского национального парка в Алматинской области: шесть жертв скончались от многочисленных ножевых ранений возле дома Захаропуло; тела пяти человек были найдены в сгоревшем доме другого лесника нацпарка Алексея Шкилева в 25 километрах от первого места происшествия. Последняя, двенадцатая жертва была обнаружена позднее.
Было возбуждено уголовное дело по ч. 2 ст. 96 (убийство двух и более лиц) Уголовного кодекса Казахстана. Оперативно-следственную группу, работающую на месте возглавил и. о. начальника ДВД Алматинской области Берик Кожембердиев.

## Погибшие
1. Захаропуло Панайот Евстафьевич, 1936 г.р. (егерь);
2. Карпенко Ирина Юрьевна, 1959 г.р. (супруга егеря);
3. Карпызина Антонина Дорофеевна, 1938 г.р.;
4. Синяков Виталий Федорович, 1952 г.р. (сотрудник национального парка);
5. Гузев Андрей Александрович, 1969 г.р.[3];
6. Мусахранов Дмитрий Владимирович, 1971 г.р.[4] (сотрудник национального парка);
7. Шагин Иван Алексеевич, 21.04.1947 г.р.;
8. Добрянский Василий Юрьевич 1958 г.р.;
9. Турищев Дмитрий Петрович 1975 г.р.;
10. Турищева Светлана Петровна 1973 г.р.;
11. Турищева Виктория Дмитриевна 1999 г.р.;
12. Таймурзаев Емберген 1970 г.р.[5].

Пропал без вести Игорь Захаропуло — сын егеря Панайота Захаропуло (указан под № 1 в списке убитых).

## Хронология расследования
13 августа 2012 года в дежурную часть Каменского отдела полиции области поступило сообщение об обнаружении тел двух человек на территории кордона № 4 в 30 км от пос. Таусамалы, в ущелье «Кордон Аксай».
Следственно-оперативная группа, прибывшая на место происшествия, обнаружила в доме у егеря Иле-Алатауского национального парка тело 53-летней женщины (Карпенко И. Ю.), а во дворе дома — 60-летнего мужчины (Синяков В. Ф.).
Сотрудниками полиции также обнаружены тела 4-х человек (Захаропуло П. Е., Карпызина А. Д., Гузев А. А., Мусахранов Д. В.). У всех шестерых погибших имелись множественные ножевые ранения.
При осмотре дома егеря Захаропуло П. Е. следственно-оперативной группой установлено, что порядок в нём не нарушен. Вещи находились на своих местах. «В сейфе находилось 12 тысяч 600 долларов США и 500 тысяч тенге, гладкоствольное ружье 12-го калибра. Кроме того, в доме обнаружено ружье 16-го калибра, патроны к ружьям, 2 цепочки из жёлтого металла, документы», — говорится в сообщении МВД.
Перед шлагбаумом обнаружена разбитая автомашина Nissan Patrol, принадлежащая сыну егеря (Игорю Захаропуло), а в 100 м выше дома — автомашина ВАЗ-2121. В салоне автомашин имеются следы пятен тёмно-бурого цвета, похожие на кровь.
Затем от сотрудников национального парка поступило сообщение, что в 25 км от места происшествия, горит дом лесничего кордона № 3, Алексея Шкилева, находившегося в указанное время на больничном за пределами национального парка. По прибытии на место происшествия сотрудники полиции обнаружили в доме обгоревшие тела ещё двух человек, а на следующий день при разборе завалов — ещё трёх.
В течение почти двух недель полиция то признавала, то отрицала об обнаружении 12-й жертвы, в итоге 27 августа 2012 г. полиция сообщила об обнаружении обгоревших останков 12-й жертвы убийства.
По результатам первых дней следствия полиция объявила в розыск сына Панайота Захаропуло — Игоря Захаропуло.
А 3 сентября 2012 года арестовала Алексея Шкилева, обвинив его вначале в хулиганстве, затем предъявив обвинение в незаконном хранении оружия. В сгоревшем доме Алексея Шкилева были обнаружены два сгоревших ружья, которые могли быть пригодны для стрельбы боевыми патронами.

## Арест Алексея Шкилева
Территорию, на которой произошла бойня, охраняли два лесника — Панайот Захаропуло и Алексей Шкилев. Дом последнего подожгли вместе с телами жертв. В ходе следствия на территории сгоревшего верхнего кордона, который охранял Шкилев, полицейские нашли некое оружие. Егеря Алексея Шкилева задержали 18 августа 2012 года за незаконное хранение оружия.
Шкилев содержался под стражей до 1 ноября 2012 года и был освобожден в соответствии по статье 65 Уголовного кодекса (освобождение от уголовной ответственности в связи с деятельным раскаянием).

## Версии, озвученные сотрудниками МВД и в прессе[8]
- Бытовое убийство;
- Заказное убийство егеря;
- Скандал с неизвестным влиятельным лицом;
- Взвод неизвестных, тренировавшихся в Аксайском ущелье;
- Пограничников на «Арканкергене» и людей в Аксайском ущелье убила одна и та же банда.

## Результаты расследования МВД
27 сентября 2012 года Министерство внутренних дел Казахстана заявило об установлении лиц, совершивших в конце августа убийство 12 человек в Иле-Алатауском национальном парке в Алма-Атинской области.
По оценке МВД, в результате проведенной работы на сегодняшний день у следствия есть веские основания, позволяющие утверждать, что данные преступления совершены членами группировки приверженцев религиозного экстремизма, личности которых установлены.
По данным следствия в Алматинской области летом 2012 года сформировалась преступная группировка членов приверженцев религиозного экстремизма.
Преступники, находясь на нелегальном положении, меняли место жительства, используя арендованные и другие помещения, в том числе:
- дом в поселке Таусамалы Алматинской области, в котором в 11 июля 2012 года, произошёл взрыв[10],
- некий укрепленный блиндаж в Иле-Алатауском национальном парке, в котором якобы содержались женщины и дети преступников[11]
- дом в поселке Баганашил (дачное товарищество Тан), где 17 августа 2012 года в ходе спецоперации большая часть группировки была уничтожена[12] .[13]

### Взрыв в поселке Таусамалы
11 июля 2012 года в поселке Таусамалы Карасайского района Алматинской области взлетел на воздух частный дом № 98 на улице Сейфуллина.
В итоге погибли девять человек — 4 женщины и 5 детей. Среди них — мать и дочь одного из членов террористической группы, а также сестра и племянница другого.
В развалинах дома и хозяйственных построек оперативники нашли оружие, зажигательную смесь, 4 рации и полицейскую форму. Предполагается, что причиной взрыва стала ошибка во время сборки самодельного взрывного устройства.

### Блиндаж
По данным пресс-службы МВД

C 20 июля по 12 августа 2012 года члены преступной группы удерживали 6 женщин вместе с детьми в капитально укрепленном блиндаже, сооруженном в горно-лесистой местности на территории Иле-Алатауского национального природного парка. Из показаний установленных жен членов преступной группы следует, что их мужья практиковали длительное и насильственное удержание собственных детей без общения с матерями. Кроме того, запрещали своим женам самостоятельно выходить на улицу и связываться с родными, держали их взаперти на различных съемных квартирах в городе Алматы и его пригороде без документов и денежных средств. По показаниям этих женщин, в этом блиндаже одна из жен преступников 4 августа 2012 года родила ребёнка.— пресс-служба МВД

### Предположительная последовательность событий в парке
12-13 августа 2012 года сын егеря национального парка Игорь Захаропуло вместе с Андреем Гузевым поехали патрулировать горное ущелье. Заподозрив, что в горах скрываются браконьеры, они оставили УАЗ и отправились пешком. Мужчины набрели на место, где находились блиндажи бандитов. Предполагается, что между бандитами и егерем Игорем Захаропуло началась перебранка, переросшая в драку. Андрей Гузев побежал к кордону Панайота Захаропуло, чтобы позвать на помощь. В это время преступники убили Игоря Захаропуло, после чего спрятали его тело. Панайот Захаропуло и Андрей Гузев, захватив ружье, отправились к месту события на автомобиле. «Нива» на горной дороге наткнулась на засаду. Мужчин убили ножевыми ударами, даже не дав им выйти из машины. Затем бандиты добрались до лагеря, где находилась Антонина Карпызина. Убив её, они там же оставили тела Панайота Захаропуло и Андрея Гузева. После этого преступники дошли до кордона № 4, где убили Ирину Карпенко и рабочего Виталия Синякова. Причём из дома убийцы ничего не взяли. Скрыться злоумышленники решили на «Ниссан Патроле» Игоря Захаропуло, но проехать через заблокированный шлагбаум не смогли. Именно эту машину, разбитую и залитую кровью, нашли у поста на следующий день.
Следствие предполагает, что убийцы решили поехать через другую дорогу, которая проходит через кордон № 3 егеря Алексея Шкилева. Обитатели кордона Алексея Шкилева увидели преступников, поэтому преступники убили 6 человек и подожгли дом. Предположительно бандиты уехали на «Субару» и внедорожнике. Именно их зафиксировала камера спутника.

### Спецоперация в Баганашыле
Антитеррористическая операция в дачном массиве «Тан» посёлка Баганашыл Алматинской области была начата, по данным пресс-службы генеральной прокуратуры, 17 августа в 5 часов 30 минут утра.
Полицейские держали под наблюдением несколько человек, которых подозревали в участии в террористической деятельности. Когда их попытались задержать в одном из дачных домиков Большеалматинского сельского округа Карасайского района, подозреваемые оказали вооружённое сопротивление.
Первоначально сообщалось о пятерых убитых, но впоследствии их число выросло до девяти. По данным канала КТК, среди жертв один ребёнок.

Первоначально правоохранительные органы не связывали операцию в Баганашыле и события в Иле-Алатауском парке.

«По предварительным данным следствия, данные террористы не связаны с убийством в национальном парке»,— официальный представитель генеральной прокуратуры Казахстана Нурдаулет Суиндиков 17 августа 2012 года в интервью агентству «Интерфакс-Казахстан»
27 сентября 2012 МВД распространило пресс-релиз, согласно которому: «По предварительной информации, к массовому убийству в Иле-Алатауском национальном парке причастны пять человек. Трое из них были уничтожены во время операции спецслужб 17 августа. Двое, те самые последователи радикального ислама, находятся в розыске».

### Розыск подозреваемых
За совершение массового убийства на территории Иле-Алатауского национального парка разыскивались оставшиеся в живых члены группы — Ботабаев Заурбек Расильханович 1978 года рождения, уроженец и житель Жуалынского района Жамбылской области, и Хайров Саян Махсотулы 1975 года рождения, уроженец и житель Западно-Казахстанской области. Саян Хайров был задержан в Бишкеке и 15 июля 2013 года экстрадирован в Казахстан.